# Klaus (namn)
Klaus, även stavat Claus är ett tyskt mansnamn.
Klaus uppstod som en kortform av Nikolaus, en tysk form av det grekiska förnamnet Nicholas.
I den finlandssvenska namnsdagslängden har Klaus namnsdag 7 juli sedan år 2000.

## Kända personer med namnet Klaus
- Klaus Allofs, tysk fotbollsspelare
- Claus von Amsberg, tyskfödd Prins av Nederländerna
- Klaus Augenthaler, tysk fotbollsspelare
- Klaus Badelt, tysk kompositör
- Klaus Berntsen, dansk politiker
- Klaus Bonhoeffer, tysk motståndare till nazismen
- Klaus Maria Brandauer, skådespelare från Österrike
- Claus von Bülow, dansk-brittisk-amerikansk jurist, societetsmänniska
- Klaus von Dohnanyi, tysk politiker
- Klaus Doldinger, tysk musiker
- Klaus Dietrich von Sperreuth, svensk officer
- Klaus Dinger, tysk musiker
- Klaus von Dohnanyi, tysk politiker
- Klaus Fischer, tysk fotbollsspelare och tränare
- Klaus Fuchs, tysk fysiker och sovjetisk spion
- Klaus Hänsch, tysk politiker
- Klaus Härö, finlandssvensk filmregissör
- Klaus Kinkel, tysk politiker
- Klaus Kinski, tysk skådespelare
- Klaus Kleinfeld, tysk manager
- Klaus von Klitzing, tysk fysiker, nobelpristagare 1985
- Klaus Mann, tysk-amerikansk författare
- Klaus an der Pyhrnbahn, kommun i förbundslandet Oberösterreich i Österrike
- Klaus Rainer Röhl, tysk journalist, publicist och debattör
- Klaus Rifbjerg, dansk författare, filmkritiker och manusförfattare
- Klaus Sammer, tysk fotbollsspelare
- Claus Schenk von Stauffenberg, tysk greve och militär
- Klaus Toppmöller, tysk fotbollstränare
- Klaus-Dieter Trimpop, tysk musiker och filmmakare
- Klaus Voormann, tysk grafiker och musiker
- Klaus Wunderlich, tysk organist
- Klaus Wowereit, tysk politiker